# Parafia św. Józefa w Suffield
Parafia św. Józefa w Suffield (ang. St. Joseph's Parish) – parafia rzymskokatolicka położona w Suffield w stanie Connecticut w Stanach Zjednoczonych.
Była jedną z wielu etnicznych, polonijnych parafii rzymskokatolickich w Nowej Anglii z mszą św. w j. polskim dla polskich imigrantów.
Nazwa parafii jest dedykowana św. Józefowi.
Ustanowiona 12 marca 1916 roku.

## Historia
12 marca 1916, biskup John Joseph Nilan mianował ks. Francis Wladasz proboszczem założycielem nowo utworzonej parafii św. Józefa.

Nowy proboszcz odprawił pierwszą mszę św. w niedzielę wielkanocną 1916 roku, w stajni Edwin D. Morgan, zakupionej wcześniej przez Towarzystwo Świętego Józefa i zamienioną na kościół parafialny.
9 listopada 1952, biskup Henryk J. O'Brien poświęcił murowany, w stylu georgiańskim, kościół św. Józefa.